# Thuốc gây tê tại chỗ
Thuốc gây tê tại chỗ là thuốc gây tê cục bộ được sử dụng để làm tê bề mặt của một bộ phận cơ thể.  Chúng có thể được sử dụng để làm tê liệt bất kỳ khu vực nào của da cũng như phía trước nhãn cầu, bên trong mũi, tai hoặc cổ họng, hậu môn và khu vực sinh dục.  Thuốc gây tê tại chỗ có sẵn trong kem, thuốc mỡ, bình xịt, thuốc xịt, kem dưỡng da và thạch.  Các ví dụ bao gồm benzocaine, butamben, dibucaine, lidocaine, oxybuprocaine, pramoxine, proparacaine, proxymetacaine và tetracaine (còn có tên là amethocaine).

## Sử dụng
Thuốc gây tê tại chỗ được sử dụng để giảm đau và ngứa do các tình trạng như cháy nắng hoặc bỏng nhẹ khác, vết côn trùng cắn hoặc vết chích, cây thường xuân độc, cây sồi độc, cây độc dược và vết cắt nhỏ và vết trầy xước.
Thuốc gây tê tại chỗ được sử dụng trong nhãn khoa và đo thị lực để làm tê bề mặt của mắt (các lớp ngoài cùng của giác mạc và kết mạc) để:
- Thực hiện đo nhãn áp
- Thực hiện kiểm tra Scherter (Thử nghiệm của Scherer đôi khi được sử dụng với thuốc gây tê mắt, đôi khi không có.  Việc sử dụng thuốc gây tê tại chỗ có thể cản trở độ tin cậy của xét nghiệm Scherter và nên tránh nếu có thể.).
- Loại bỏ các vật lạ từ lớp trên cùng của giác mạc hoặc kết mạc.  Vật thể lạ càng sâu và càng lớn nên được lấy ra nằm trong giác mạc và càng phức tạp hơn để loại bỏ nó, càng cần nhiều giọt thuốc gây tê tại chỗ trước khi loại bỏ dị vật làm tê liệt bề mặt của mắt đủ cường độ và thời gian.

Trong nha khoa, thuốc gây tê tại chỗ được sử dụng để làm tê mô miệng trước khi sử dụng thuốc gây tê tại chỗ do đâm kim vào các mô mềm của khoang miệng.
Một số thuốc gây tê tại chỗ (ví dụ oxybuprocaine) cũng được sử dụng trong tai mũi họng.
Thuốc gây tê tại chỗ hiện nay thường được sử dụng trong việc làm giảm xuất tinh sớm khi áp dụng cho quy đầu (đầu) của dương vật.  Benzocaine hoặc lidocaine thường được sử dụng cho mục đích này vì chúng có sẵn dưới dạng thuốc không kê đơn.

## Thời gian của thuốc
Thời gian gây tê tại chỗ có thể phụ thuộc vào loại và số lượng áp dụng, nhưng thường là khoảng nửa giờ. 

## Lạm dụng khi sử dụng để giảm đau mắt
Khi sử dụng quá mức, thuốc gây tê tại chỗ có thể gây tổn thương nghiêm trọng và không thể phục hồi đối với các mô giác mạc  và thậm chí mất thị giác.  Việc lạm dụng thuốc gây tê tại chỗ thường tạo ra những thách thức cho chẩn đoán chính xác ở chỗ nó là một thực thể tương đối hiếm gặp ban đầu có thể là viêm giác mạc mãn tính, giả mạo là viêm giác mạc acanthamoeba hoặc viêm giác mạc nhiễm trùng khác.  Khi viêm giác mạc không đáp ứng với điều trị và liên quan đến đau mắt mạnh, nên xem xét lạm dụng thuốc gây tê tại chỗ, và tiền sử rối loạn tâm thần và lạm dụng chất khác đã được coi là yếu tố quan trọng trong chẩn đoán.  Vì có khả năng lạm dụng, các bác sĩ lâm sàng đã được cảnh báo về khả năng trộm cắp và khuyên không nên kê toa thuốc gây tê tại chỗ cho mục đích điều trị.
Một số bệnh nhân bị đau mắt, thường được coi là do đau thần kinh quá mức gây ra bởi sự kích thích của các dây thần kinh trong giác mạc và/hoặc kết mạc, cố gắng để có được bất hợp pháp oxybuprocaine hoặc mắt khác tiện giảm đau (ví dụ bằng cách ăn cắp chúng tại bác sĩ nhãn khoa hoặc chuyên viên đo mắt, bằng cách giả mạo các đơn thuốc y tế hoặc bằng cách đặt hàng thông qua một hiệu thuốc trực tuyến) và sử dụng chất này để làm tê mắt, thường kết thúc với tổn thương giác mạc không hồi phục hoặc thậm chí là phá hủy (đó là một vòng luẩn quẩn và gây đau đớn nhiều hơn).  Thông thường, những bệnh nhân như vậy cuối cùng cần ghép giác mạc. 